# Lista de condados do Arizona
Esta é uma lista dos condados do estado americano do Arizona. Existem atualmente quinze condados no Arizona. A maioria deles foram fundados antes do estado aderir à União, em 1912. O único formado após essa data foi o de La Paz, em 1983. Os primeiros condados do estado foram os de Mohave, Pima, Yavapai e Yuma, delimitados pela Primeira Assembleia Legislativa Territorial do Arizona, em 1864. Em 1865, formou-se o condado de Pah-Ute, depois de separar-se do condado de Mohave. O condado de Pah-Ute integrou-se novamente ao de Mohave em 1871.
Os nomes de vários condados são tributos à herança indígena do estado. Nove condados têm o nome de figuras ou tribos nativas que vivem em áreas que hoje pertencem ao Arizona. Três têm nomes em espanhol, a língua falada pelos primeiros exploradores da região. O condado de Graham tem este nome por causa de uma característica geográfica, o monte Graham. O condado de Grenlee, recebeu este nome em homenagem à Mason Greenlee, um pioneiro na mineração da área.
O código FIPS (Federal Information Processing Standard) para condados é o código de cinco dígitos que identifica somente condados e equivalentes à estes nos Estados Unidos. O número de três dígitos é único para cada condado dentro de um estado, porém, para ser único nos Estados Unidos, este número deve ser escrito após o código que identifica o estado. Por exemplo, o código para o condado de Apache é 001, assim como para o de Belknap, em Nova Hampshire, o de Addison, em Vermont e o de Alachua na Flórida. Para identificar o condado de Apache de todos os outros, é preciso escrever o código do estado do Arizona, 04, e então adicionar 001, sendo assim, o código para o condado de Apache é 04001.
Na lista abaixo, os códigos FIPS estão ligados aos mais recentes dados do Censo de cada condado.

## A lista
| Condado               | FIPS  | Sede de condado | Data de criação         | Etimologia | População (2010) | Área total                    | Mapa |
| --------------------- | ----- | --------------- | ----------------------- | --- | ---------------- | ----------------------------- | ---- |
| Condado de Apache     | «001» | St. Johns       | 14 de fevereiro de 1879 | Os nativos americanos Apache, que habitam o nordeste do Arizona. | 71 518           | 11 218,44 mi² (29 055,62 km²) |      |
| Condado de Cochise    | «003» | Bisbee          | 1 de fevereiro de 1881  | Cochise, líder nativo americano Apache. | 131 346          | 6 218,60 mi² (16 106,10 km²)  |      |
| Condado de Coconino   | «005» | Flagstaff       | 1891                    | Coconino, uma designação hopi para os índios Havasupai e Yavapai. | 134 421          | 18 661,34 mi² (48 332,64 km²) |      |
| Condado de Gila       | «007» | Globe           | 8 de fevereiro de 1881  | O rio Gila. | 53 597           | 4 795,43 mi² (12 420,10 km²)  |      |
| Condado de Graham     | «009» | Safford         | 10 de março de 1881     | O monte Graham, a montanha mais alta da cordilheira Pinaleño, que recebeu este nome por causa de James D. Graham (1799–1865), tenente-coronel graduado em West Point, que fez pesquisas topográficas no Oeste e Sudoeste americanos. | 37 220           | 4 641,07 mi² (12 020,31 km²)  |      |
| Condado de Greenlee   | «011» | Clifton         | 13 de março de 1909     | Mason Greenlee (1835–1903), prospector e pioneiro na mineração da área. | 8 437            | 1 848,43 mi² (4 787,41 km²)   |      |
| Condado de La Paz     | «012» | Parker          | 1 de janeiro de 1983    | La Paz, cidade próxima ao rio Colorado, que passou por um rápido crescimento após a descoberta de ouro na região e hoje se encontra abandonada.                                                                                      | 20 489           | 4 513,75 mi² (11 690,55 km²)  |      |
| Condado de Maricopa   | «013» | Phoenix         | 14 de fevereiro de 1871 | Os índios Maricopa. | 3 817 117        | 9 224,39 mi² (23 891,06 km²)  |      |
| Condado de Mohave     | «015» | Kingman         | 1864                    | Os índios Mohave. | 200 186          | 13 460,65 mi² (34 862,92 km²) |      |
| Condado de Navajo     | «017» | Holbrook        | 21 de março de 1895     | Os índios Navajo. | 107 449          | 9 959,72 mi² (25 795,55 km²)  |      |
| Condado de Pima       | «019» | Tucson          | 1864                    | Os índios Pima. | 980 263          | 9 189,10 mi² (23 799,65 km²)  |      |
| Condado de Pinal      | «021» | Florence        | 1 de fevereiro de 1875  | As Pinal Mountains (Montanhas Pinal). A origem da palavra pinal é incerta. Ela pode derivar da palavra em espanhol relacionada à pinho ou da palavra apache para veado.                                                              | 375 770          | 5 374,23 mi² (13 919,19 km²)  |      |
| Condado de Santa Cruz | «023» | Nogales         | 15 de março de 1899     | O rio Santa Cruz. | 47 420           | 1 238,11 mi² (3 206,69 km²)   |      |
| Condado de Yavapai    | «025» | Prescott        | 1864                    | Os índios Yavapai, que vivem no centro do Arizona. | 211 033          | 8 127,94 mi² (21 051,26 km²)  |      |
| Condado de Yuma       | «027» | Yuma            | 1864                    | Os índios Quechan, também chamados de Yuma. | 195 751          | 5 519,11 mi² (14 294,42 km²)  |      |